# Drenova, Rijeka
Drenova är ett lokalnämndsområde och stadsdel i Rijeka i Kroatien. Stadsdelen är Rijekas till ytan största lokalnämndsområde.

## Etymologi
Drenova är uppkallat efter busken körsbärskornell ('dren' på lokal dialekt, 'drijen' på standardkroatiska) som växer naturligt i lokalnämndsområdets skogar.

## Historia
År 1844 grundande kyrkoherde Ivan Cvetko ett stift i dåvarande österrikiska Drenova. Han lät därefter samla bygdens barn för att lära dem att läsa och skriva. På Cvetkos initiativ uppfördes även den första allmänna skolan i Drenova åren 1844–1852. År 1896 fanns det 146 bostäder (hus) i Drenova.
Som ett resultat av Romfördraget år 1924 var Drenova under mellankrigstiden uppdelad i två delar: Gornja Drenova (Övre Drenova) som tillhörde Serbernas, kroaternas och slovenernas kungarike och Donja Drenova (på lokal dialekt kallad Doljna Drenova, Nedre Drenova) som tillhörde Italien. Dessa benämningar används än idag och i Drenovas skogar finns ännu gränsmarkeringar från perioden då stadsdelen var uppdelad mellan två stater.

## Geografi
Drenova är beläget i norra Rijeka och gränsar till lokalnämndsområdena Škurinje i väster, Škurinjska Draga i söder samt Brašćine-Pulac och Pašac i sydöst. I nordväst gränsar Drenova till Viškovos kommun och i öster till Jelenjes och Čavles kommun. Drenovas östra delar är till stora delar skogbeklädda. I Drenovas östra delar utgör floden Rječina en naturlig avgränsning och i stadsdelen finns Rijekas högsta höjd (Pleš) belägen 499 meter över havet.

## Byggnader och anläggningar (urval)

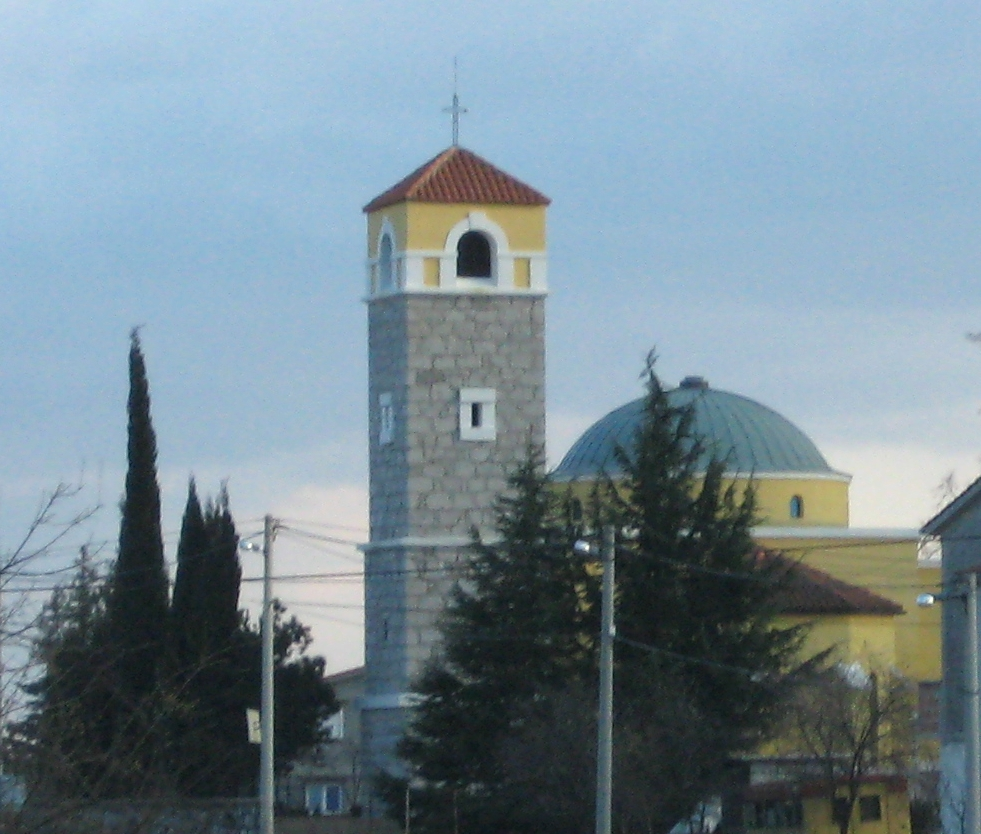
Sankt Görans kyrka i Drenova år 2010.

- Allhelgonakapellet – ett kapell på Drenovas kyrkogård ursprungligen uppfört år 1575.[2]
- Fran Frankovićs grundskola
- Drenovas centrala stadskyrkogård[2] – Rijekas största begravningsplats.
- Rijekas stadsbibliotek – avdelning Drenova.
- Sankt Görans kyrka – invigd år 1939.
- Vår Fru av berget Karmel-kyrkan – på platsen för dagens kyrka stod tidigare ett kapell som ursprungligen var uppfört år 1627.[2]